# ويلما هنريكس
ويلما هنريكس (15 فبراير 1931 - 18 أبريل 2021) ممثلة مسرحية برازيلية منذ عام 1958. كانت تعتبر «السيدة الأولى لمسرح ميناس جيرايس».
توفيت هنريكس في دار لرعاية المسنين في بيلو هوريزونتي في 18 أبريل 2021، عن عمر يناهز 90 عامًا.